# 西演镇
西演镇，是中华人民共和国河北省保定市高阳县下辖的一个乡镇级行政单位。

## 行政区划
西演镇下辖以下地区：
西演村、杨家务村、马果庄村、苏果庄村、团丁庄村、小团丁村、八果庄村、利家口村、东绪口村、南辛庄村、北辛庄村、田家佐村、任家佐村、莘桥村、布里村、崔家庄村、北梁家庄村、赵堡辛庄村、东赵堡村、魏家佐村、南赵堡村、赵堡店村、南圈头村、周家辛庄村、延福屯村和延福村。